# Stefan Sodat (Skirennläufer)
Stefan Sodat (* 7. Oktober 1941 in Feistritz an der Drau, Kärnten) ist ein ehemaliger österreichischer Skirennfahrer und Lauberhornsieger.

## Karriere
Sodat begann seine Karriere als Vorläufer eines Betriebsrennens. Aufgrund seiner guten Fahrt durfte er kurz darauf bei den Kärntner Meisterschaften auf der Gerlitzen starten. Bei den Kärntner Meisterschaften wurde Sodat Vizemeister im Riesenslalom und Slalom, wodurch er sich für die österreichischen Meisterschaften qualifizierte. Mit ausgeliehenen Skiern errang er mit der vorletzten Startnummer Platz zwei.
Im Januar 1965 gewann der 23-jährige Sodat überraschend mit Startnummer 30 die Lauberhornabfahrt und hatte vier Sekunden Vorsprung auf den Drittplatzierten Karl Schranz. Zweiter wurde Werner Bleiner. Sodats Vorteil war, dass sich vor seinem Start der Nebel kurz lichtete. Besonders war der Vorteil im Seilersboden zu erkennen, der normalerweise „nicht zu den spektakulärsten Passagen“ gehört. Da die Läufer vor ihm dichten Nebel gehabt hatten, sagte Sodat: „Ich traute meinen Augen kaum, als ich dort zwanzig Meter neben der Ideallinie die Spuren der vor mir gestarteten Fahrer sah“.
Nach diesem Sieg wurde Sodat zum ersten Kärntner Sportler des Jahres gewählt.
In seiner Karriere errang er 13 Kärntner Meistertitel und 40 Siege bei internationalen Wettkämpfen.
Im Weltcup errang Sodat zwei Platzierungen unter den besten zehn: in der Abfahrt vom 4. März 1967 (Sestriere) mit 4,2 Sekunden Rückstand auf Jean-Claude Killy den achten Platz sowie Platz fünf im Slalom vom Kranjska Gora am 1. März 1968 mit 3,42 Sekunden Rückstand auf Patrick Russel.
1965 gewann er mit Franz Digruber ein FISB-Rennen.

## Privates
Stefan Sodat und sein Sohn gehören zu den erfolgreichsten Viehzüchtern Österreichs.

## Erfolge

### Auszeichnungen
- Sportler des Jahres (Kärnten): 1965

### Weltcupwertungen
- Zwei Platzierungen unter den besten zehn

| Saison | Gesamt | Gesamt | Abfahrt | Abfahrt | Riesenslalom | Riesenslalom | Slalom | Slalom |
| Saison | Platz  | Punkte | Platz   | Punkte  | Platz        | Punkte       | Platz  | Punkte |
| ------ | ------ | ------ | ------- | ------- | ------------ | ------------ | ------ | ------ |
| 1967   | 36.    | 3      | 17.     | 3       |              |              |        |        |
| 1968   | 35.    | 8      |         |         |              |              | 20.    | 8      |

### Nationale Meisterschaften
- 1962: 8. im Slalom
- 1963: 8. in der Abfahrt, 8. im Riesenslalom, 8. im Slalom, 6. in der Kombination
- 1966: 6. in der Abfahrt, 6. im Riesenslalom
- 1967: 5. in der Abfahrt, 5. im Riesenslalom